# جرالد دریر
جرالد دریر (انگلیسی: Gerald Dreyer; ۲۲ سپتامبر ۱۹۲۹ – ۵ سپتامبر ۱۹۸۵) بوکسور اهل آفریقای جنوبی بود.
وی در مسابقات کشوری و بین‌المللی در مجموع برندهٔ ۱ مدال طلا شده‌است.